# As-Saaffat
As-Saaffat (língua árabe: سورة الصافات; "Os Enfileirados") é a trigésima sétima sura do Alcorão com 182 ayats.